# Шатили
Шатили (груз. შატილი) — высокогорное село в исторической области Хевсурети в Грузии. Ныне административно входит в Душетский муниципалитет края Мцхета-Мтианети.

## География
Шатили расположено на северном склоне Главного Кавказского хребта, в верховьях ущелья реки Аргуна, у устья Шатилисцкали, в 2 км от границы с Итум-Калинским районом Чеченской Республики Российской Федерации.
Застройки представляют собой единый укреплённый комплекс из жилых строений и 60 оборонительных башен. Шатили претендует на включение в число памятников Всемирного наследия.

## Этимология
Названия села с чеченского языка переводится как — «страна ледников», к чеченскому Шедала — страна ледников, а шедалой — жители ледников.

## История
Согласно кавказоведу А. П. Берже на 1858 год хевсурские общества Архотиопи и Шатилиони, говорят кистинским наречием. Густав Радде в 1876 году побывав в Хевсуретии сообщает: шатильцы и ардотцы говорят на кистинском наречии чеченского языка.
В 1926 году исследователь В. П. Пожидаев писал, что до 1920-х годов у хевсур три общества (шатильцы, перекительцы и архотовцы) были двуязычными, свободно говорили на чеченском и грузинском языках.
Шатильцы говорят на хевсурском диалекте грузинского языка.
Согласно ЭСБЕ: «В 1843 году один из самых храбрых и способных военачальников Шамиля, Ахверды-Магома, напал на Шатили с громадным скопищем чеченцев, требуя, чтобы хевсуры отложились от русских и подчинились Шамилю: шатильцы не только отбились от врага, но убили Ахверды-Магому и 100 человек из его скопища, потеряв сами только 2-х человек».
Со второй половины XIX века, предприимчивые курчалойцы перегоняли лошадей для продажи в Грузию. От Курчалоя до Шатили существовал торговый маршрут, который организовали два друга Товболат-Курчалоевкий и хевсур Шота.
До Шатили должна была доходить построенная Чеченской Республикой автодорога Итум-Кали — Шатили, но грузинская сторона не ведёт никакие работы для строительства дороги.

## Население
В начале 2008 года на избирательном участке Шатили было зарегистрировано 130 избирателей.
Однако уже по данным переписи населения Грузии в 2014 году, в селе было отмечено всего 42 жителя.
После 2014 года в село вернулись многие жители, но они осели вблизи исторического квартала и основали новый квартал

## Шатили в культуре и искусстве
- В поэме «Алуда Кетелаури» (1888) грузинского поэта Важи-Пшавелы события происходят в Шатили.
- Картина Георгия Габашвили «Хевсурское село Шатили» 1890 г.
- В 1967 году был снят фильм Мольба, по мотивам поэмы «Алуда Кетелаури» где много видов села Шатили.

## Галерея

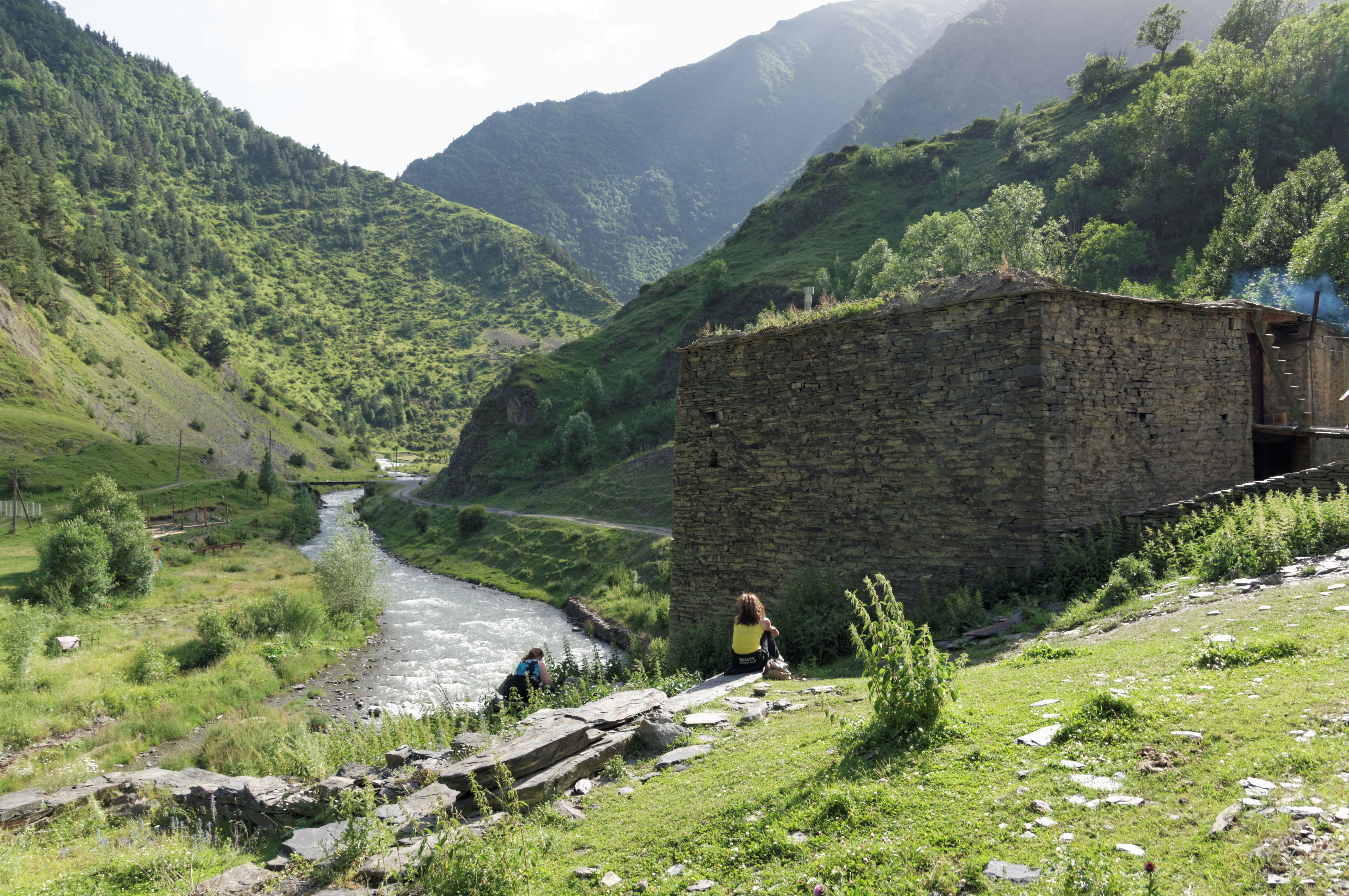
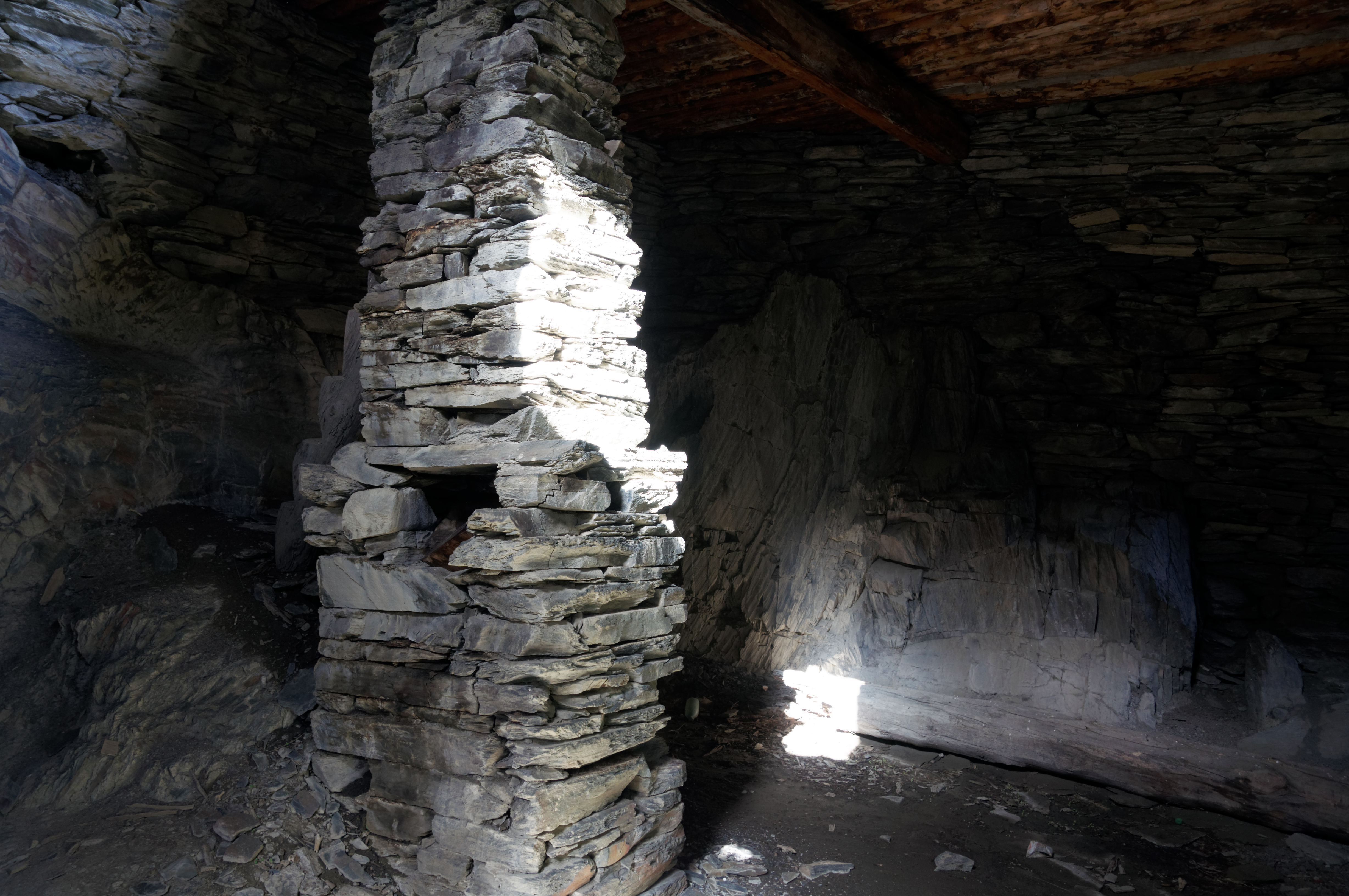
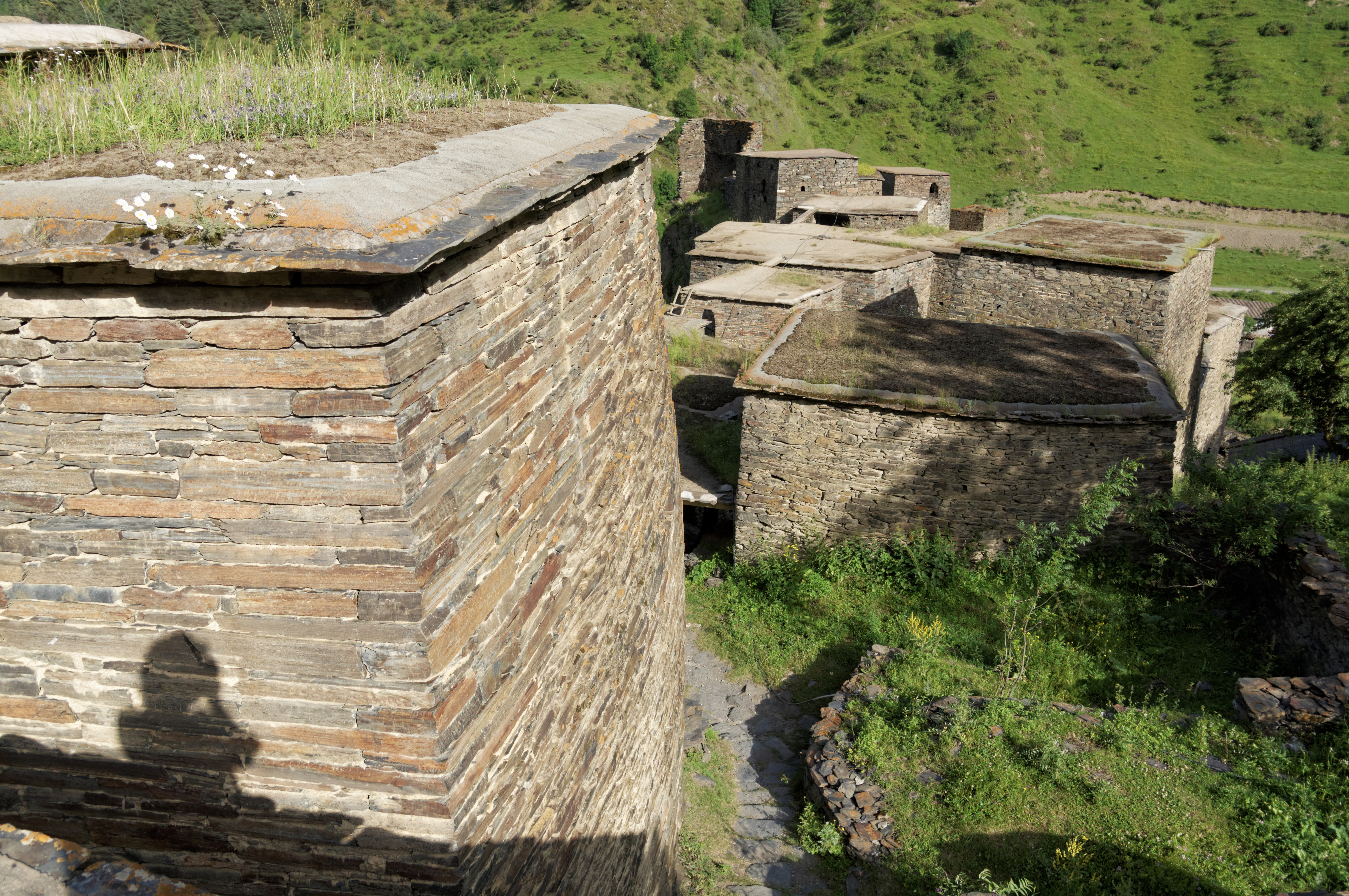
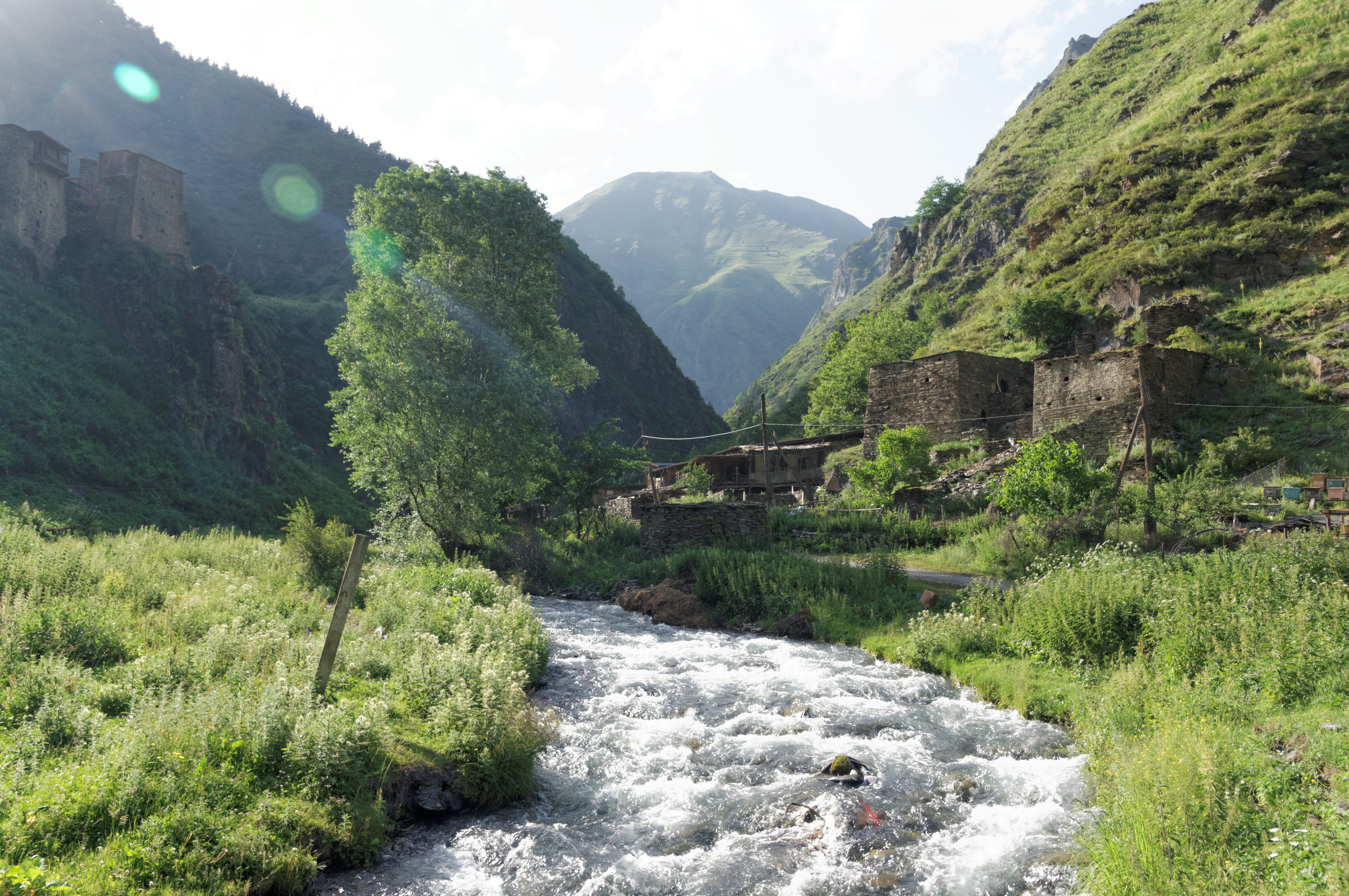
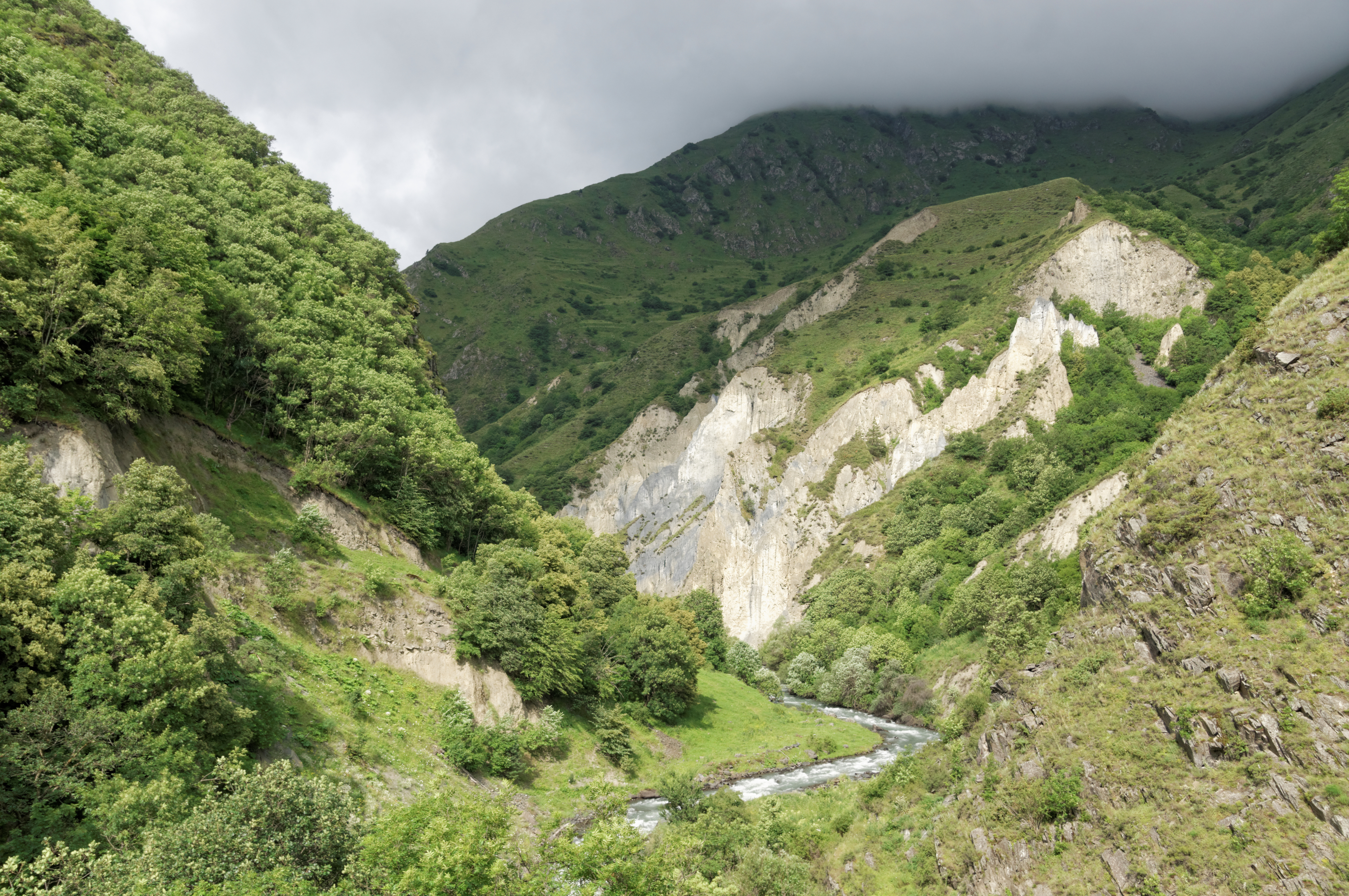
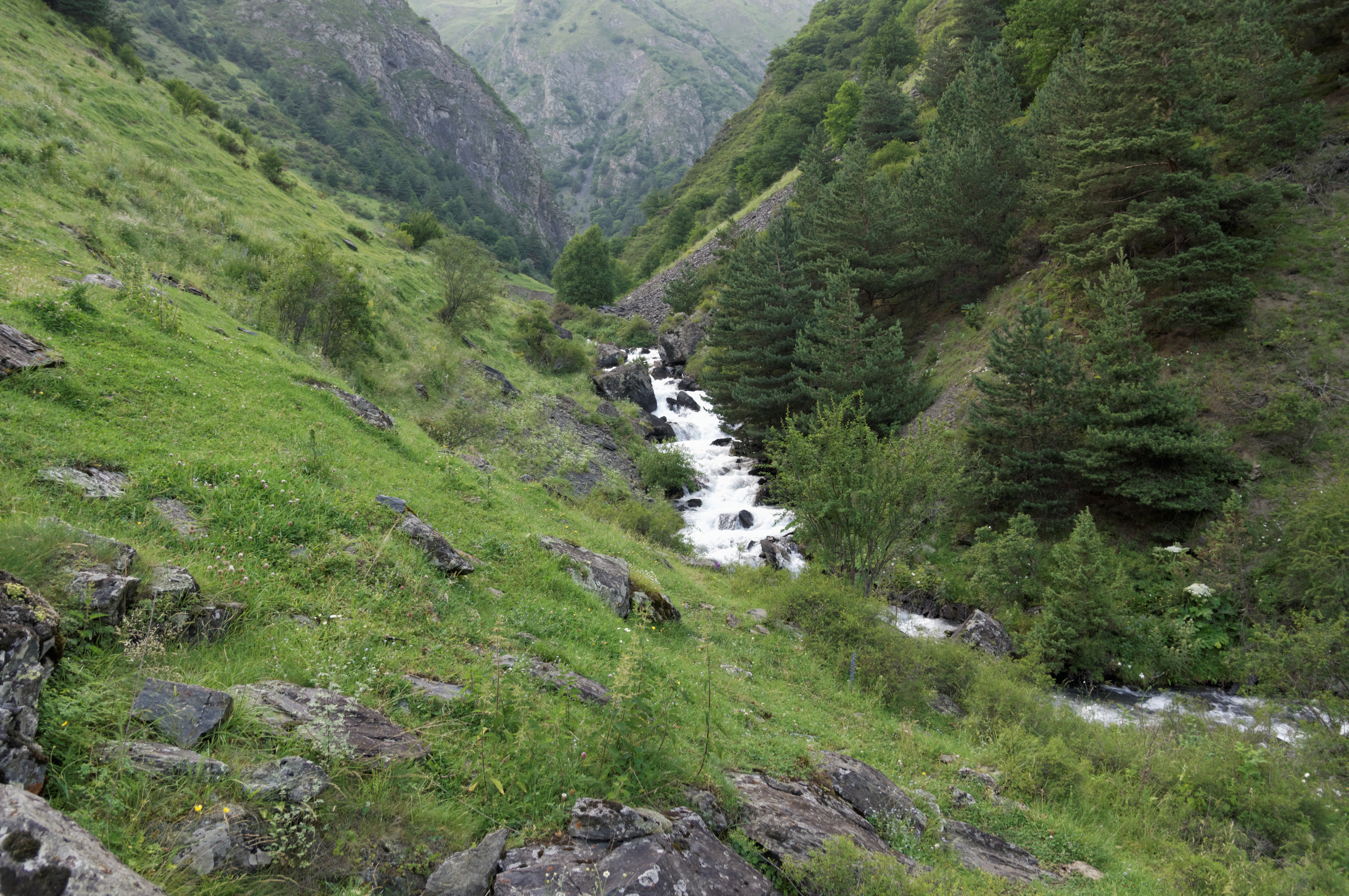
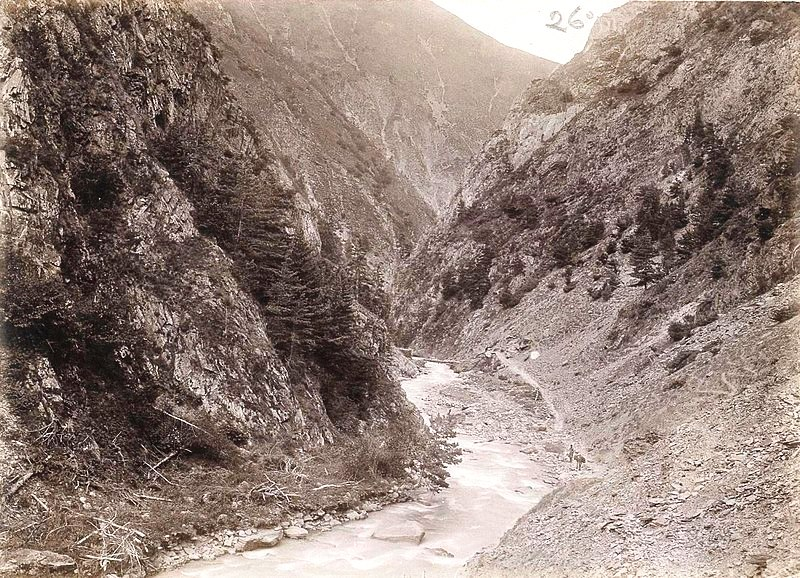
Река Аргун (выше Шатили), фото Деши Морица 1897 год
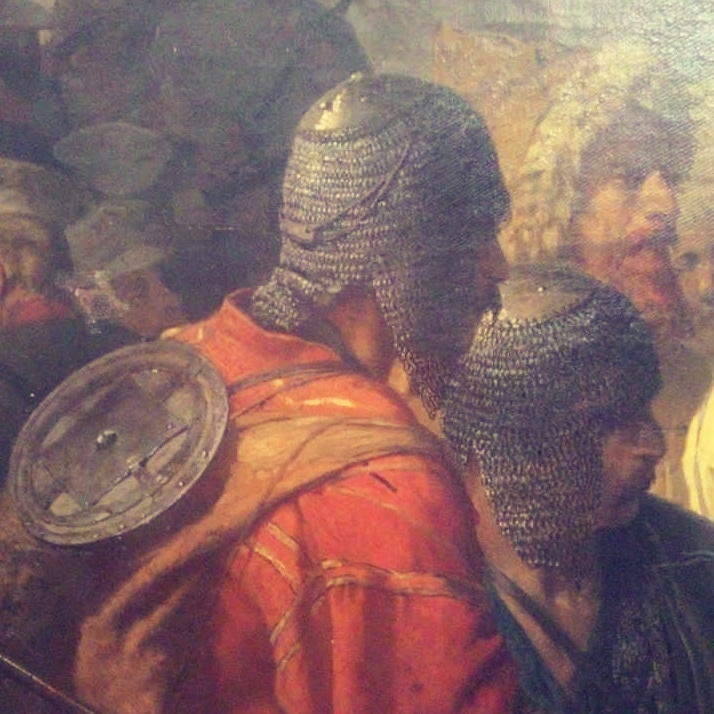
Хевсур Георгий Гватуа.  Фрагмент Картины Т. Горшельта. 1863 г.
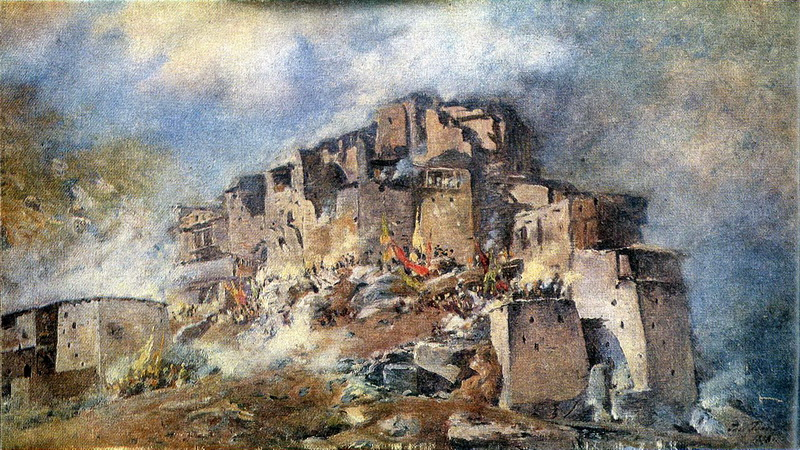
Хевсурское село Шатили Картина Гиго Габашвили (1890)